# Andrew Klavan
Andrew Klavan (Nueva York, 13 de julio de 1954) es un escritor de novelas policiales y de suspenso, guionista y comentarista conservador estadounidense. Klavan ha sido nominado cinco veces al Premio Edgar y lo ha ganado en dos ocasiones.
Ha trabajado en cine como guionista y algunas de sus novelas han sido adaptadas a la gran pantalla, entre ellas True Crime (1999) de Clint Eastwood y Ni una palabra (2001) de Gary Fleder. También es conocido por ser comentarista del podcast The Andrew Klavan Show en el sitio The Daily Wire.

## Biografía

### Primeros años
Klavan nació en una familia judía secular en la ciudad de Nueva York y creció en Great Neck, Long Island, uno de los cuatro hijos de Gene Klavan, un disc jockey, y Phyllis, ama de casa. Se graduó en la Universidad de California en Berkeley con una licenciatura en literatura inglesa. Trabajó como reportero de radio y periódico y escritor de noticias de radio antes de convertirse en escritor a tiempo completo.

### Matrimonio e hijos
En 1980, se casó con Ellen Flanagan, hija de Thomas Flanagan y hermana de Caitlin Flanagan. Tienen dos hijos, Spencer Klavan y Faith Moore.

### Conversión al cristianismo
Klavan se convirtió al cristianismo y fue bautizado a la edad de cuarenta y nueve años. Al principio asistió a la Iglesia Episcopal, pero más tarde comenzó a asistir a la Iglesia Anglicana en América del Norte.Recientemente se acercó a la Iglesia Católica.

## Carrera
Comenzó su carrera como escritor de novela criminales bajo el seudónimo «Keith Peterson». Con ese nombre, escribió los cuatro libros de misterios de John Wells (publicados entre 1988 y 1989), sobre un periodista que resuelve crímenes, y también The Scarred Man, su primera novela de suspenso psicológico.
Bajo su propio nombre, escribió novelas policiacas y la serie Homelanders (2009-2011) para adultos jóvenes, cuya trama relata la lucha de un adolescente contra el yihadismo. Sus novelas han sido traducidas a varios idiomas. Ha ganado dos Premios Edgar de la Asociación de Escritores de Misterio de Estados Unidos, el premio Thumping Good Read de W.H. Smith, y ha sido candidato a los Premios Anthony y el Premio International Thriller Writers.
La película True Crime (1999), basada en la novela del mismo nombre escrita por Klavan, fue filmada y protagonizada por Clint Eastwood. La cinta Ni una palabra (2001) fue dirigida por Gary Fleder y protagonizada por Michael Douglas. El thriller de terror White of the Eye (1987) se basó en la novela Mrs. White, que Klavan coescribió bajo el seudónimo de Margaret Tracy con su hermano, el dramaturgo Laurence Klavan. Basándose en la novela homónima, escribió el guion de Shock to the System (1990), un filme de comedia negra protagonizado por Michael Caine. También como guionista, escribió la película de terror One Missed Call (2008) con Shannyn Sossamon y Edward Burns.
Klavan ha producido varias series de videos satíricos en línea, incluidos Klavan on the Culture para PJ Media, The Revolting Truth para TruthRevolt y A Very Serious Commentary para Blaze Media de Glenn Beck. Asimismo hace un podcast semanal para The Daily Wire llamado The Andrew Klavan Show.
The Great Good Thing: A Secular Jew Comes to Faith in Christ (2016), el primer libro de no ficción de Klavan, se publicó en 2016. Se trata de las memorias de su viaje espiritual desde el judaísmo secular y el agnosticismo hasta el cristianismo.
When Christmas Comes (2021), la novela número treinta y seis de Klavan, una historia de suspenso ambientada en un pueblo idílico, presenta temas relacionadas con la Navidad, la tradición y el asesinato.

## Puntos de vista políticos
Después de graduarse en Berkeley, Klavan comenzó su carrera como escritor siendo un progresista. Se volvió conservador durante la presidencia de Ronald Reagan.
Klavan apoya el derecho a poseer armas, el matrimonio homosexual y la libertad de expresión.

## Premios
El libro de Klavan, Mrs. White, que escribió bajo el seudónimo de Margaret Tracy, ganó el Premio Edgar de 1984 al mejor original en tapa rústica. En 1989, su novela Trapdoor fue nominada en la categoría de mejor libro en tapa rústica original. En 1990, ganó el Premio Edgar en la categoría de mejor libro en tapa rústica original por The Rain, así como una nominación en los Premios Anthony de 1990 por Rough Justice en la categoría de libro en tapa rústica. Klavan fue nominado a un Premio Edgar a la mejor novela en 1992 por su primer libro, Don't Say a Word. Recibió una nominación a los Premios Anthony en la ceremonia de 1996 por True Crime en la categoría de mejor novela.

## Libros
- Face of the Earth (1977)
- Agnes Mallory (1985)
- Mrs. White (1987) (como Margaret Tracy, con Laurence Klavan)
- There Fell a Shadow (1988) (como Keith Peterson)
- The Rain (1988) (como Keith Peterson)
- Darling Clementine (1988)
- The Trap Door (1988) (como Keith Peterson)
- Son of Man (1988)
- The Scarred Man (1989) (como Keith Peterson)
- Rough Justice (1989) (como Keith Peterson)
- Don't Say a Word (1991). Traducida como No digas nada. Círculo de Lectores. (También traducida como Ni una palabra. Suma de Letras.).
- The Animal Hour (1992). Traducida como La hora animal. Círculo de Lectores.
- Corruption (1993)
- True Crime (1995). Traducida como Ejecución Inminente. Mondadori. (También traducida como Ensayo de una ejecución. Grijalbo.).
- Suicide (1995)
- The Uncanny (1998)
- Hunting Down Amanda (1999)
- Man and Wife (2001)
- Dynamite Road (2003)
- Shotgun Alley (2004)
- Damnation Street (2006)
- Empire of Lies (2008)
- The Identity Man (2010)
- Crazy Dangerous (2012)
- If We Survive  (2012)
- Nightmare City (2013)
- A Killer in the Wind (2013)
- Werewolf Cop (2016)
- The Great Good Thing: A Secular Jew Comes to Faith in Christ (2016)
- The Truth and Beauty (2022)

### SerieThe Homelanders
- The Homelanders: The Last Thing I Remember (2009)
- The Homelanders: The Long Way Home (2010)
- The Homelanders: The Truth of the Matter (2010)
- The Homelanders: The Final Hour (2011)

### TrilogíaMindwar
- Mindwar (2014)
- Hostage Run (2016)
- Game Over (2016)

### TrilogíaAnother Kingdom
- Another Kingdom (2019)
- Nightmare Feast (2020)
- The Emperor's Sword (2021)

### SerieCameron Winter
- When Christmas Comes (2021)
- A Strange Habit Of Mind (2022)
- The House of Love and Death (2023)

## Filmografía
| Año  | Título                                                | Notas                      |
| ---- | ----------------------------------------------------- | -------------------------- |
| 1987 | White of the Eye                                      | Basada en Mrs. White       |
| 1990 | A Shock to the System                                 | Guion                      |
| 1999 | True Crime                                            | Basada en True Crime       |
| 2001 | Ni una palabra                                        | Basada en Don't Say a Word |
| 2008 | One Missed Call                                       | Guion                      |
| 2013 | N.Y.C. Underground                                    | Guion                      |
| 2018 | Gosnell: The Trial of America's Biggest Serial Killer | Guion                      |